# Plutomurus abchasicus
Plutomurus abchasicus is een springstaartensoort uit de familie van de Tomoceridae. De wetenschappelijke naam van de soort is voor het eerst geldig gepubliceerd in 1969 door Martynova.